# Girolamo Scolari
Girolamo Scolari (Castel Goffredo, 1459 – Mantova, 1535) è stato un religioso italiano.

## Biografia

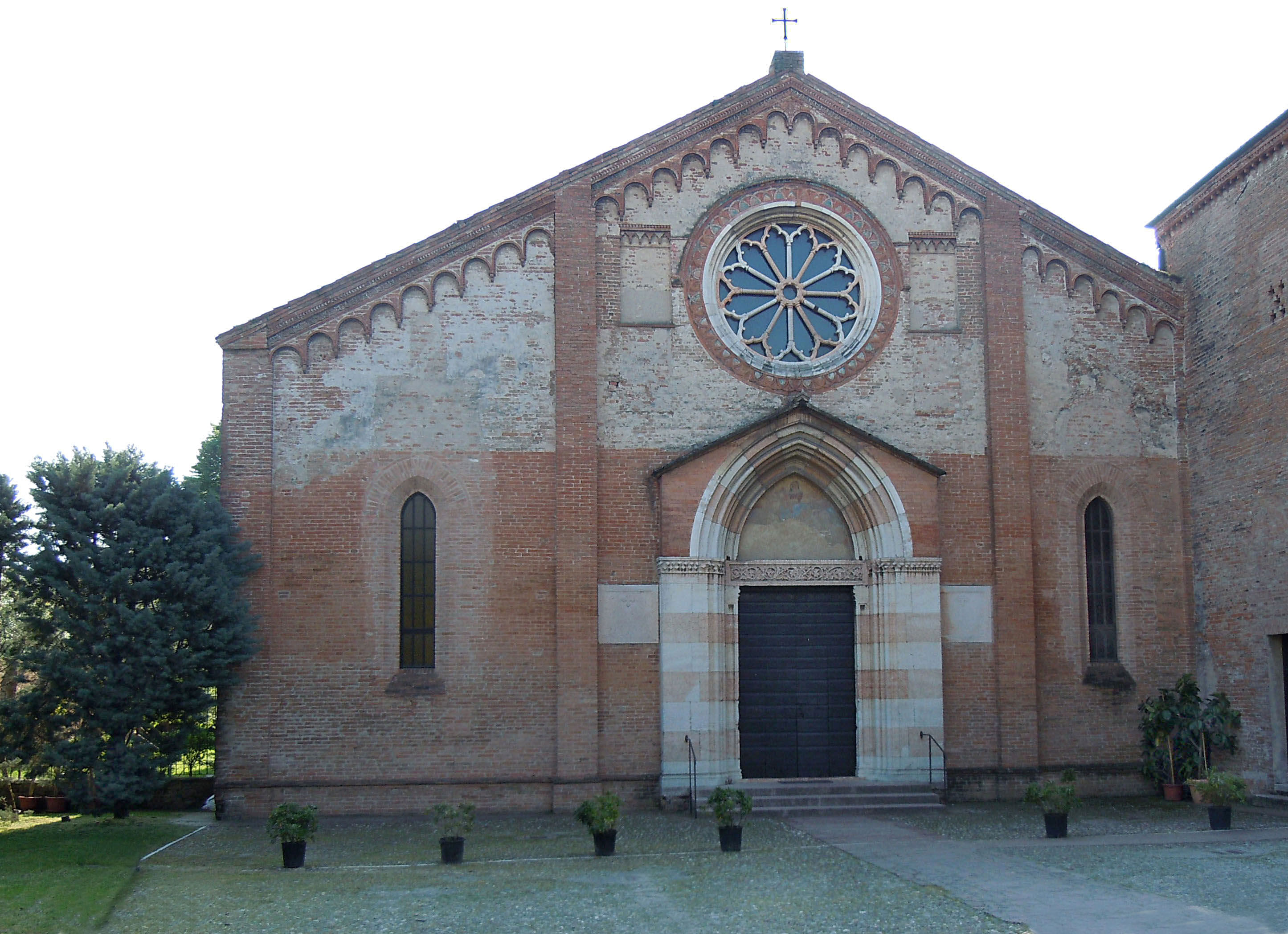
Mantova, Chiesa di Santa Maria del Gradaro

Conosciuto anche come Fra Gerolamo Monteolivetano da Mantova entrò giovanissimo, era il 1474, nel convento dei frati Olivetani della Chiesa di Santa Maria del Gradaro di Mantova. Fu a Napoli, Verona, Brescia e nel 1505 ritornò a Mantova, dove fu nominato abate del monastero del Gradaro.
Divenne padre spirituale e biografo della beata Osanna Andreasi..
Di lui si conoscono i volumi Il Libello, del 1507, dedicato alla biografia della Andreasi e Della vita e del Transito di Osanna Andreasi, del 1523.
Morì nel 1535 e la sua salma riposa nel duomo di Mantova.